# Stathmopoda pyrrhogramma
Stathmopoda pyrrhogramma is een vlinder uit de familie Stathmopodidae. De wetenschappelijke naam van de soort is voor het eerst geldig gepubliceerd in 1930 door Meyrick.